# Villa Alemana
Villa Alemana (Vila Alemanya, en català) és una de les comunes de la província de Valparaíso en Xile. El seu alcalde és José Sabát Marcos.
Va ser fundada el 8 de novembre del 1894. Inicialment era una hijuela propietat de don Nicanor Ramón Lombardi i s'anomenava Vinya Miraflores. Hi havia dues propietats més, propietat de Juana Escobar i Ramón Feliu. Posteriorment Buenaventura Joglar Amandi va comprar les tres propietats. Les va parcel·lar i va crear una "Sociedad por Acciones". Els primers a comprar parcel·les foren Enrique Schelle, Germán Watemberg, Reinaldo Tielman, Óscar Schuller i d'altres de nacionalitat alemanya.
Es va fer una votació entre els residents per triar el nom definitiu de la població, i la composició diversa de llocs de provinença dels residents (alemanys, italians, espanyols...) va fer que primessin consideracions nacionals. A la fi, l'opció guanyadora fou Villa Alemana.
La comuna com a tal va ser creada el 5 de gener de 1918 i l'any 1928 va ser afegida a Quilpué, però sota el govern d'Arturo Alessandri Palma va tornar a ser comuna el 1933.